# Terhesség

A terhesség kilenc hónapja

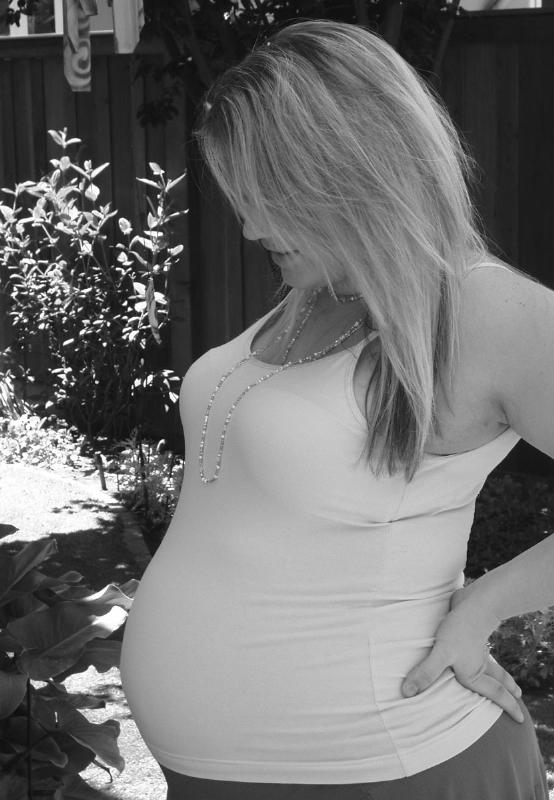
A terhesség utolsó szakaszában járó nő

A terhesség vagy várandósság (graviditás, a latin graviditasból) a nő méhében egy vagy több utód (a terhesség ideje alatt embrió, majd magzat) kihordása. Az emberi terhesség az egyik legtöbbet tanulmányozott emberi állapot. A legtöbb terhesség során csak egy gyermek kihordására kerül sor, de lehetséges két vagy több magzat kihordása (ikerterhesség) is. A terhes nők gondozásával általában szülésznő (bába) vagy szülész-nőgyógyász szakorvos foglalkozik. Állatok esetében a vemhesség kifejezés használatos.
A terhesség megállapításához a legfontosabb jel a menstruáció elmaradása, bár lehetséges, hogy a nő a terhesség alatt továbbra is menstruál. A tényleges teherbe esés után a nő szervezetében megváltozik a hormonegyensúly. A terhességi tesztek ezt a megváltozott hormonegyensúlyt mutatják ki.
Az emberi terhesség általában 38 hétig tart a fogantatástól (hossza 255–266 nap), vagyis kb. 40 hétig tart az utolsó menstruációs időszak végétől. A 36. héttől, a várandósság utolsó heteiben a has "leszáll", hiszen a magzat pozíciója megváltozik: a feje lejjebb kerül a medencébe, a szülőcsatorna közelében helyezkedik el. A WHO meghatározása szerint a normális szülés a terhesség 37 és 42 hete között következik be. A 37. hét előtt koraszülésről, a 42. hét után túlhordásról van szó.

## Fogalmak
A terhesség megállapítására a legbiztosabb módszer a nőgyógyászati vizsgálat. Ennek pozitív eredménye után szokás „terhességről”, illetve „terhes nőről” beszélni. A magyar nyelvben használatosak még az „áldott állapot”, „másállapot”, „várandósság” kifejezések is.
A terhesség első 8 hetében az utód megnevezése általában embrió, míg a terhesség második hónapjától kezdve magzat (foetus vagy fetus).
A terhességet általában három, egyenlő hosszúságú szakaszra vagy trimeszterre osztják fel: az első trimeszter során a legnagyobb az esélye a terhesség megszakadásának (az embrió természetes halála által), a második trimeszterben a magzat fejlődése és életfunkciói már könnyen figyelemmel tarthatók, míg a harmadik trimeszter kezdetétől számítva a magzat már általában életképes a koraszülést követően is.

## Szakaszai

### Megtermékenyítés és fogantatás

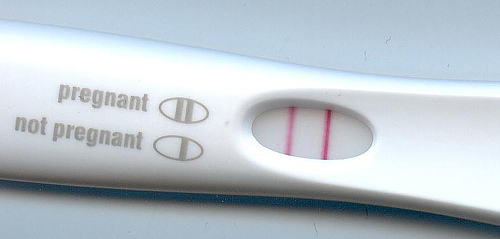
Terhességi teszt eredménye: a két vonal megléte jelzi a terhességet

A fogantatás akkor történik, amikor a női ivarsejtet (oocyta, pete v. óvum) a hímivarsejt v. ondósejt megtermékenyíti. A hímivarsejtek a szexuális aktus során kerülnek a nő hüvelyébe, ahol 48 órán át termékenyítőképesek maradnak. A két ivarsejt általában a petevezetékben találkozik. A születendő gyermek neme a megtermékenyítés pillanatában dől el és a hímivarsejt nemi kromoszómáitól függ.
A természetes, szexuális aktus keretén belül létrejövő megtermékenyítésen kívül lehetséges a terhesség előidézése mesterséges megtermékenyítéssel, amelynek két formája létezik: a hímivarsejtek bejuttatása a nyákcsatornába, a méhűrbe vagy a petevezetőbe, illetve a testen kívüli, in-vitro megtermékenyítés (utóbbit hívja a köznyelv „lombikbébinek”).
A megtermékenyített petesejt (zygota) első osztódására a méhkürtben kerül sor, az anya szervezetében ekkor már megindulnak azok a hormonális változások, amelyek révén a korai terhességet ki lehet mutatni. A megtermékenyült pete a méh üregében a hormonok által felkészített nyálkahártyára tapad, ritka esetben viszont a méhen kívül tapad meg. Ez a méhen kívüli terhesség, ami az anya és magzat életét veszélyeztető, esetenként sokáig tünetmentes állapot. Ennek kizárására is szolgál a terhesek rendszeres megfigyelése és vizsgálata - a terhesgondozás.

### A terhesség hossza

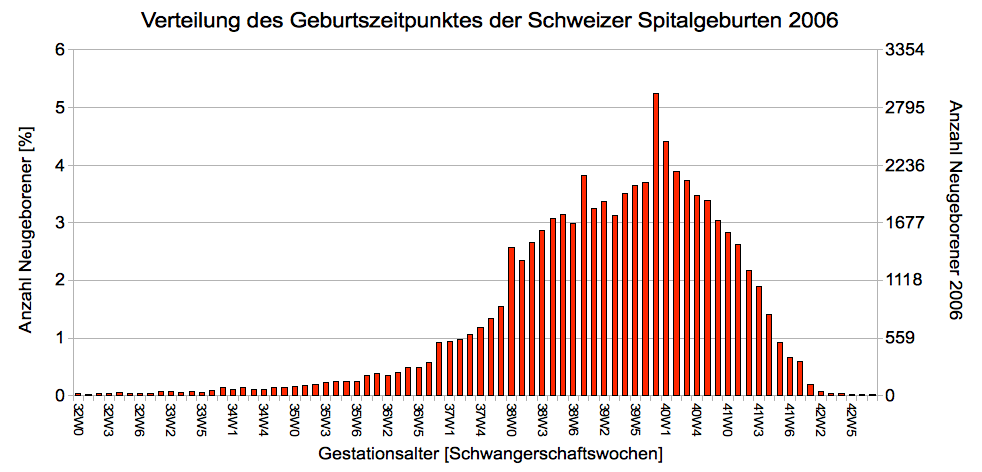
A szülés időpontjának gyakorisága. A függőleges tengely a szülések %-át, a vízszintes tengely a terhesség hetét mutatja. A legtöbb szülésre a terhesség 40. hetében kerül sor, de még ez is csak az összes szülés 5%-a

A terhesség hossza általában az utolsó menstruációs ciklustól számított 280 nap vagy 40 hét, a legtöbb szülés a terhesség 37. és 42. hete között zajlik le. A terhesség valójában a megtermékenyüléssel kezdődik, de leggyakrabban az utolsó vérzés első napjától számítják. Franz Karl Naegele módszere szerint a szülés várható időpontját úgy lehet kiszámolni, hogy az utolsó vérzés első napjához 1 évet kell adni, abból három hónapot levonni és még 7 napot hozzáadni (mivel 40 hét = 9 hónappal és 6 nappal). A szülés várható idejének meghatározásához esetenként figyelembe lehet venni, hogy első gyermek-e, a nő korát, etnikumát, a menstruációs ciklus hosszát stb.
A terhességet akkor tekintik normálisan befejezettnek, amikor a szülés a 37. hét és a 42. hét közé esik (259 és 294 nap). A 37. hét előtt világra jött magzatot koraszülöttként kezelik, míg a 42. hét után már túlhordásról van szó. Míg a koraszülöttek esetében az jelent kockázatot, hogy a magzat még nem elég fejlett az önálló életre, a 42. hét után a terhesség már mind az anya, mind a magzat szempontjából veszélyes lehet. Emiatt a szülészek általában a 40. hét után mesterségesen megindítják a szülést (burokrepesztéssel, infúzióval vagy méhszájba helyezett gyógyszerrel) vagy császármetszést végeznek.
Az angol orvosi nyelvben egyre inkább előtérbe kerül a preterm és postterm kifejezések használata, amelyek egyértelműen jelzik, hogy a szülésre a vártnál korábban vagy később került sor, és mellőzik a premature és postmature kifejezések használatát, amely bizonyos mértékű értékítéletet is hordoz és inkább a magzat fejlettségére utal, semmint a terhesség szakaszára. A terhességek kevesebb mint 5%-a következik be a Naegele-módszerrel meghatározott napon, de a szülések 50%-a egy hetes intervallumon belül, és több mint 90%-a két hetes intervallumon belül lezajlik.

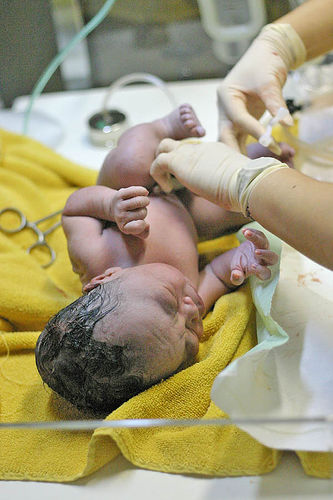
Újszülött kisbaba a köldökzsinór elvágása előtti pillanatokban

A teherbeesés időpontjának meghatározása nemcsak a szülés várható időpontjának kiszámolása miatt fontos, hanem a terhesgondozás során végrehajtandó vizsgálatokat is ehhez időzítik. Az első ultrahangos vizsgálat során általában a nőgyógyász megerősíti a menstruációs ciklus alapján kiszámított teherbeesés időpontját, és amennyiben a kettő között jelentős eltéréseket tapasztal, további vizsgálatokra lehet szükség. Az ultrahangos vizsgálat általában a megtermékenyülés utáni 23–25.-ik napon tudja először kimutatni a terhességet (ekkor a magzat nem látszik még, csak a petezsák megléte). Az első ultrahangos szűrést általában a terhesség 12. hetében végzik, ekkor a legnyilvánvalóbb fejlődési rendellenességeket ki lehet már szűrni.

### Szülés
A szülés során az anya méhében fejlődő magzat világra jön. A születéstől számítják a gyermek korát a világ legtöbb országában.
A szülés egyik előjele, hogy a terhes nő méhe rendszeresen összehúzódik, ezzel egyidőben a méhnyaknál található nyákdugó is távozik, illetve a méhnyak megkezdi kitágulását. A szülő nők többsége vaginálisan („természetes úton”) szüli meg gyermekét, a maradéknál orvosi vagy egyéb megfontolások miatt császármetszést hajtanak végre. A szülést követően az anya szervezete nagy mennyiségű oxitocint termel, amely felkészíti az anya szervezetét a szoptatásra.

## A terhesség megállapítása
A terhesség megállapítása többféleképpen lehetséges, a terhes nő saját maga is elvégezhet bizonyos teszteket, illetve igénybe veheti szülész-nőgyógyász szakorvos vagy szülőnő segítségét is.
A fogantatás után, a hormonális változások következtében, a legtöbb terhes nő különféle tüneteket észlel magán. Az egyik legfontosabb jel a menstruáció elmaradása. A megváltozott hormonegyensúly más tüneteket is okozhat, mint pl.:
- szokatlan ételek kívánása, vagy egyesek elutasítása
- fokozott étvágy
- reggeli émelygés
- a nemi szervek duzzadása és elszíneződése, a mellek feszülése, fokozott hüvelyváladékozás
- hangulati változások, felfokozott érzelmi állapot
- kismértékű hasfájás vagy vérzés az embrió beágyazódásakor
- a méhnyak felpuhulása

A terhességet házilag a terhességi teszttel lehet kimutatni, amely a vizeletben jelen lévő human chorionic gonadotropin (hCG) nevű hormon jelenlétére reagál, amelyet a kialakuló placenta, pontosabban a hólyagcsírának az a része, amelyből később a méhlepény lesz, termel. A legtöbb terhességi teszt igen érzékeny és ma már ritka a téves pozitív eredmény előfordulása. A klinikai vérvizsgálat még ennél is érzékenyebb, és rendszerint a beágyazódás utáni 6–8. napon (vagyis a megtermékenyülést követő 12. napon) már képes kimutatni a terhességet, míg a házi, vizeleten alapuló teszteknek a beágyazódás után kb. 12–15 nap kell. Mindkét tesztre igaz, hogy csak a terhesség tényét tudják kimutatni és nem tudják meghatározni az embrió korát.
A terhesség megállapításának legpontosabb módja a nőgyógyászati vizsgálat, amely nemcsak a terhesség tényét, hanem az embrió korát, vagyis a fogantatás idejét is meg tudja határozni az ultrahangos vizsgálat segítségével. A modern ultrahangos készülékek meglehetősen nagy segítséget nyújtanak ebben a tekintetben, de a legtöbb orvos a terhesség idejének megállapításában és a szülés várható idejének kiszámításában a nő utolsó menstruációs ciklusának első napját fogja figyelembe venni. Ugyanis, hacsak a nő szexuális élete korlátozott volt, vagy valamilyen termékenységi kezelést kapott, a fogamzás pontos idejének meghatározása nem lehetséges. Olyan egyértelmű jelek, mint pl. a reggeli rosszullét híján, némelyik nőben fel sem merül, hogy terhes lehet.

## A terhesség fiziológiája

CT-vizsgálat eredménye egy 30 éves anyáról és a magzatáról a terhesség 37. hetében - a CT-vizsgálat magzat esetén általában erősen ellenjavallt, de ebben a konkrét esetben egy feltételezett sérülést próbáltak felderíteni az orvosok

A terhességet általában harmadokra, idegen szóval trimeszterekre osztják fel, amelyek nem jelentenek élesen elkülöníthető szakaszt a terhesség lefolyásában vagy a magzat fejlődésében, de segítenek az egyes változások megértésében, nyomon követésében.

### Az első trimeszter

A méh és az embrió a 4. hét végén
A méh és az embrió a 8. hét végén
A méh és az embrió a 12. hét végén

Az utolsó menstruáció első napjától a 12. hétig tartó időszakot nevezik első trimeszternek. Ez az embrionális fejlődés szakasza: a megtermékenyített petesejtből fokozatosan hólyagos szerkezetű embrió v. hólyagcsíra lesz. A hólyagcsíra külső része, amelyből később a méhlepény lesz, ekkor kezdi el termelni a human chorionic gonadotropin (hcG) hormont, amely az anya petefészkét arra serkenti, hogy progeszteront termeljen. A progeszteron hatására a méh fala felkészül az embrió befogadására, majd a beágyazódott embrió körül a méh véredényei megduzzadnak és a hajszálerek megsokszorozódnak így biztosítva az embriónak a szükséges tápanyagokat. A külvilágnak ekkor még nem nyilvánvaló a terhesség ténye, mivel a méh mérete még nem akkora, hogy ez a várandós anya környezetének egyértelmű legyen.
A beágyazódás a legtöbb nő számára észrevétlenül zajlik, de egyesek kismértékű vérzést, hasi görcsöket tapasztalhatnak. A beágyazódás után kezd kifejlődni a méhlepény (placenta), amely a magzat számára biztosítja a szükséges tápanyagokat az anya szervezetéből. A méhlepény részben a méh belső részét borító nyálkahártyából (decidua vagy hullóhártya), részben pedig az embriót körbefogó vékony külső ectoderma rétegből (trophoblast) fejlődik ki. A köldökzsinór köti össze a magzatot a méhlepénnyel.
Az első trimeszter során az embrió igen látványos mennyiségi és minőségi fejlődésen megy keresztül, pl. 9 hetes korára a magzat képes szopni az ujját, lenyelni a magzatvizet, képes fejét előre-hátra mozgatni, a nyelvét mozgatni és sóhajtani A lány magzatokban ekkor már azonosítható a méh és megkülönböztethetővé válnak a külső ivarszervek.
Ekkor tapasztalhatják a terhes nők a reggeli rosszullétet, amely kb. 70%-uknak okoz kisebb-nagyobb problémákat az első trimeszter során. A mellbimbók és a bimbóudvar a nő szervezetében található hormonok hatására sötétebb színű lesz.

### A második trimeszter

A méh és az embrió a 16. hét végén
A méh és az embrió a 20. hét végén
A méh és az embrió a 24. hét végén

A 12. és 24. hét közötti időszakot nevezik második trimeszternek. A legtöbb terhes nő ekkor energikusnak érzi magát, megjelennek a terhesség külső látható jelei, illetve megindul a súlygyarapodás. A 20. hétre a méh eredeti méretének akár 20-szorosára is kitágul, hogy befogadja a fejlődő magzatot. Ebben az időszakban a magzat mozgása már az anya számára is észrevehető lesz, a legtöbb nőnél ez a 20. és 21. hét között kezdődik (esetleg a 19. héten, ha már volt terhes). A méhlepény ekkorra teljesen kifejlődött, a magzat teste pedig már képes pl. inzulin kiválasztására és vizeletürítésre.

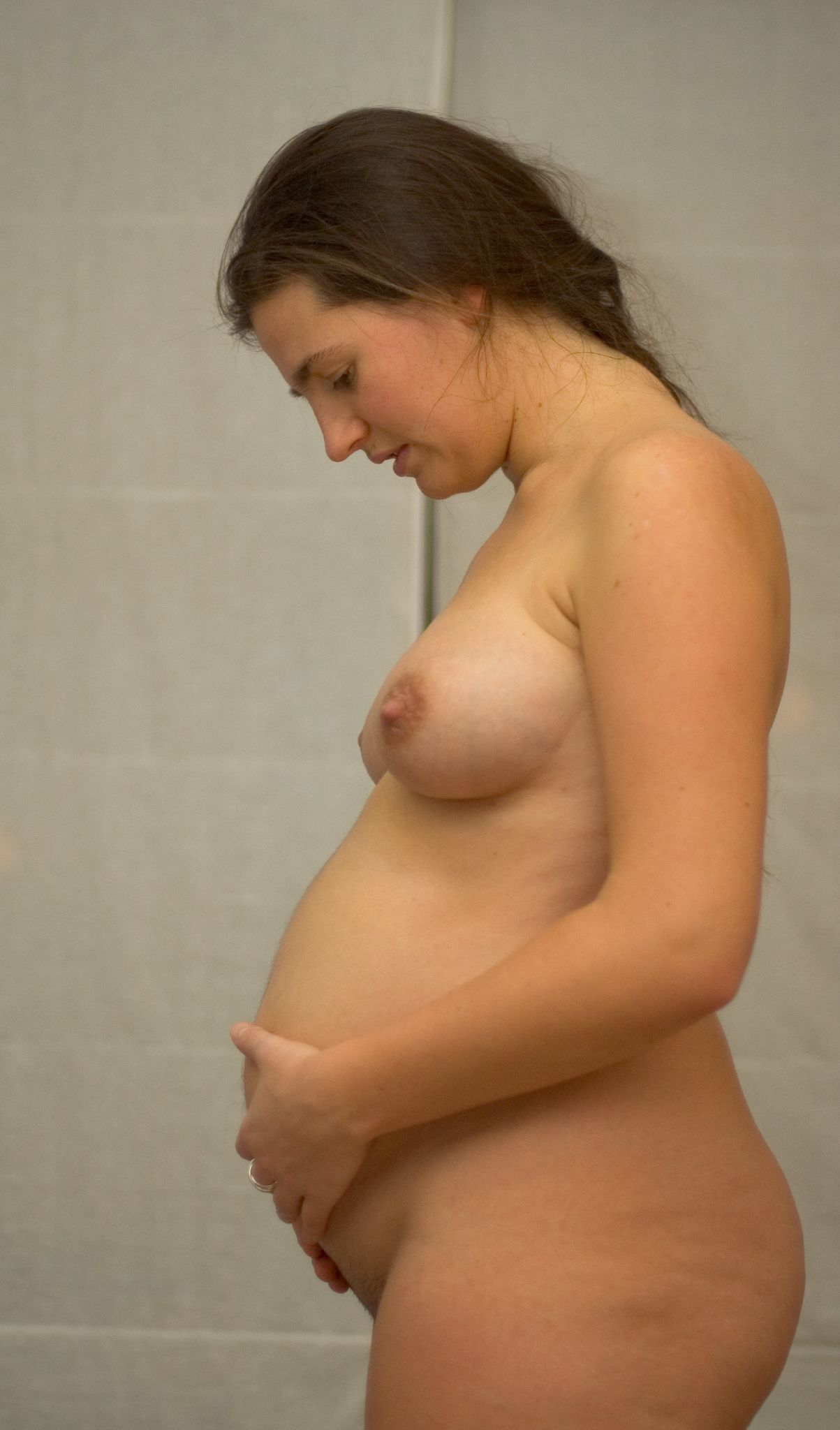
Terhes nő a terhesség 26. hetében

### A harmadik trimeszter

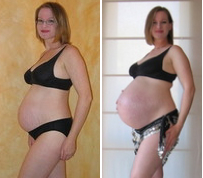
Terhes nő a terhesség 26. (balra) és 40. hetében

A terhesség utolsó három hónapjában kerül sor a legnagyobb mértékű súlygyarapodásra a terhes nők többségénél. A magzat súlya is rohamosan gyarapodik - akár 28 grammot naponta. A terhes nő hasának alakja is megváltozik a terhesség utolsó szakaszában, ahogyan a magzat befordul a szülési testhelyzetbe, vagyis normális esetben a feje a medencében fog elhelyezkedni.
A harmadik trimeszterben a magzat egyre többet és egyre erőteljesebben mozog, a magzat mozgása esetenként olyan erőteljes, hogy a külvilág is megfigyelheti, illetve az anyának kellemetlen is lehet. Néhány nőnél megfigyelhető, hogy a köldöke kifelé fordul a méh nyomása miatt. A terhesség alatti súlygyarapodás, illetve az egyre növekvő magzat miatt ebben a szakaszban a nőknek számos panaszuk van, mint pl. hátfájás, állandó vizelési inger, gyomorégés stb. A magzati mozgások felkészítik a születendő babát a „külvilágra”, a méhen belüli mozgások segítségével javul az agy, a szem és az izmok koordinációja.
A terhesség előrehaladtával egyre nő a koraszülött magzatok túlélési esélye is: míg a 22. hét előtt született magzatok közül a huszadik század utolsó évtizedében Nagy Britanniában egy sem élte túl a koraszülést egy tanulmány szerint, a 24. hét után 36%, a 25. hét után 45% a túlélési esély a modern intenzív ellátásnak köszönhetően. Egy 2024-ben 21 hetesen született koraszülött lett a világ legkorábbi születése, aki megérte az egyéves kort, 2020-ban egy alig több mint 21 hetes szülés volt a világrekord.
Az egyre korszerűbb orvosi beavatkozások ellenére is a koraszülés jelenti az egyik legnagyobb kockázatot a magzat életére és későbbi egészségére nézve: Magyarországon a kis súlyú újszülöttek csoportjában történik az újszülöttek haláleseteinek 80%-a és a megbetegedések 70%-a. Az életben maradottak között is gyakrabban alakulnak ki maradandó betegségek, (lásd pl.: Koraszülöttség és nyelvfejlődés]]).

### A magzat fejlődése a terhesség során
A terhesség kilenc hónapja alatt a magzati fejlődést nagyjából két szakaszra lehet osztani: az első két hónapban az embrionális szakasz, majd ezt követi a magzati szakasz. A magzati szakasz kezdetével lényegesen lecsökken a spontán vetélés veszélye (minden száz felismert terhességből 12–15 végződik vetéléssel a terhesség első felében). Az embrionális kor végére felismerhetők a születendő gyermek főbb szervei, mint a kezek, lábak, az agy, belső szervek stb. A magzati korszak kezdetén a magzat általában 30 mm hosszú, a szívverése kivehető az ultrahangos készüléken, tudja a fejét biccenteni és a testét mozgatni.
A magzat agyának aktivitását a terhesség 5. és 6. hetében lehet először észlelni, bár ekkor még ez nem jelenti a tudatosság kezdetét. A szinopszisok a 17. hét körül kezdenek kialakulni és a 28. héttől nagy ütemben szaporodnak, egészen a szülés utáni 3–4. hónapig. A 24-25. körül a koraszülött magzat, igaz csak intenzív ellátással, de már életképes marad.

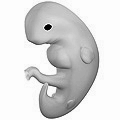
Embrió a terhesség 6. hetében (4. héttel a megtermékenyítést követően)
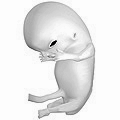
Magzat a terhesség 10. hetében
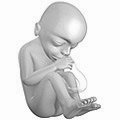
Magzat a terhesség 20. hetében
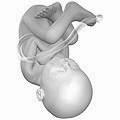
Magzat a terhesség 40. hetében
A terhes nő méhe és belső szervei a terhesség 1. hónapjában
A terhes nő méhe és belső szervei a terhesség 3. hónapjában
A terhes nő méhe és belső szervei a terhesség 5. hónapjában
A terhes nő méhe és belső szervei a terhesség 9. hónapjában

A magzat fejlődését leggyakrabban az ultrahangos vizsgálat segítségével követik nyomon: Magyarországon az első trimeszterbeli terhességi ultrahang-szűrővizsgálatot szakmai protokoll szabályozza és a terhes nők közel 90%-a rész vesz a szűrővizsgálatokon. A modern, háromdimenziós készülékek lényegesen több információt, részletesebb képet biztosítanak, mint elődeik. A háromdimenziós képek a leendő szülők körében is igen népszerűek, esetenént a születendő gyermek arca is felismerhető.

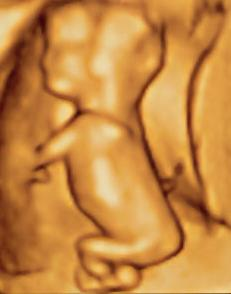
Kb. 8 cm hosszú magzat a terhesség 14. hetében
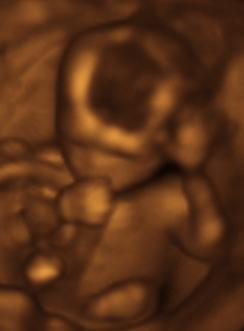
Hüvelykujját szopó magzat a 17. héten
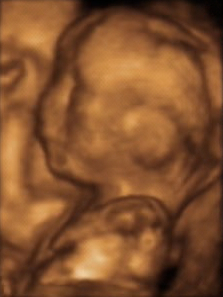
Magzat a 20. héten

## Fiziológiai változások a nő szervezetében

William Hunter, Anatomia uteri humani gravidi tabulis illustrata, 1774

A magzat fejlődésének biztosítása érdekében a nő szervezetében jelentős változások zajlanak le a terhesség során.

### Hormonális változások
A terhesség során a terhességi hormonok gondoskodnak arról, hogy az anya szervezete a magzat fejlődéséhez megfelelő környezetet biztosítson, illetve felkészüljön a szülésre és a szoptatásra. A megtermékenyülés, a terhesség fejlődése, a szülés és a szoptatás is függ a neuroendokrin rendszer jól összehangolt működésétől.

#### Implantáció
A megtermékenyülést követően a zigóta a méh felé vándorol a petevezetékben, miközben a HCG (human chorionic gonadotropin) hormon kiválasztásával jelzi az anya szervezetének a megtermékenyülést. Az eleinte a corona radiata, majd később a sárgatest által termelt progeszteron akadályozza meg, hogy az anya immunrendszere a zigóta ellen forduljon. A sárgatest termeli emellett a relaxint, amely a méh összehúzódásait gátolja. A terhesség 12. hetétől kezdve a méhlepény hormontermelése átveszi a sárgatest szerepét.

#### A méhlepény hormontermelése
A méhlepény, illetve a trophoblast elsőként a HCG hormont termeli, amelynek szintje kb. a terhesség 10. hetén éri el a maximumot és ezt követően stagnál. Fő funkciója a sárgatest működésének fenntartása, a progeszteron és a relaxin termelésének serkentése, az anya pajzsmirigyműködésének serkentése és a magzatban a belső és külső nemi szervek differenciálódásának elősegítése. A HCG hormont használják a terhesség megállapításához is, mivel már 10-12 nappal az utolsó peteérés után kimutatható a vérből.
A humán placentáris lactogen (HPL) hormon a trophoblast sejtek legfontosabb hormonja, a fogantatás utáni második héttől kezdve szintje folyamatosan emelkedik a vérben a terhesség 34. hetéig. A hormon biológiai szerepe nem ismert, de szabályozza a magzat glükóz és aminosav ellátását. A hormon hatására csökken az anya szervezetének inzulin-érzékenysége, megnő a vér vércukor-szintje, serkenti a lipolízist, illetve a vérben megnöveli az aminosavak koncentrációját. Laktogén hatása is van, mivel hatására az emlő mirigysejtjeinek száma megnő.
A lepényi corticotrop releasing hormon (CRH) szintje a második trimeszter közepéig alacsony, a terhesség utolsó hónapjában ugrik meg a koncentrációja. Feltehetően a magzati szervezet stressztűrését, illetve a szülésre való felkészülést szabályozza. A CRH által serkentett prostanoid hormon termelése és nagy mennyiségű felszabadulása az oxitocinnal együtt felelős a szülés megindulásáért.
A lepényi activin és inhibin hormonok nevüket a follikuluszstimuláló hormon (FSH) előállítását serkentő, illetve gátló hatásuk alapján kapták. Az inhibin a terhesség során a gonadotropin sejtek működésének és ezzel az ovuláció gátlásáért felelős. Az activinnel együtt a trophoblast sejtek működését irányítják. Az activin szabályozza a HCG hormon termelését, a morfogenezist (az embrió differenciálódását), összességében a lepény és a decidua működését irányítja.
A terhesség során a lepény termeli a progeszteron és ösztrogén hormonokat is, bár a lepény csak az ösztrogén-szintézis kezdeti és végső lépéseit tudja elvégezni. A terhesség alatti ösztrogéntermelés a méhlepény és magzati mellékvese kéreg együttműködésének eredménye. A terhesség 7. hete után a lepény fokozódó mennyiségű ösztradiolt állít elő anyai és magzati eredetű prekurzorokból. Az ösztron termelés párhuzamos az ösztradioléval. Az ösztriol a 9. héttől mutatható ki az anyai vérsavóból és elsősorban a lepény terméke. A progeszteron 90%-ban anyai és 10%-ban magzati eredetű koleszterolból termelődik a lepényben.

#### A decidua hormontermelése
A decidua (vagy hullóhártya) a méhnyálkahártya része, amely a méh falát borítja a terhesség alatt és a szüléskor lehámlik a placentával együtt. A decidua elsősorban a prolaktin, relaxin, HPL, prostanoid hormonok, szomatosztatin hatású peptidek, trombocita aktiváló faktor (PAF) és béta endorfinok kiválasztásáért felelős.

#### Laktáció
A progeszteron és ösztrogén hormonok felelősek a szoptatás előkészítéséért: az ösztrogén a mirigyjáratok („ductus”), a progeszteron az alveolusok számának növekedését okozza. A terhesség során az emlőmirigyek fejlődését az ösztradiol, a progeszteron, a prolaktin, illetve a pajzsmirigyhormonok és az inzulin együttesen szabályozzák. A harmadik trimeszter során az emlőmirigyek már megtelnek kolosztrummal, majd a szülés utáni napokban a prolaktin hormon kiválasztásának hatására beindul a tejtermelés.

## Még fel nem fedezett terhesség
Statisztika szerint minden 500. terhesség a még fel nem fedezett terhesség kategóriájába tartozik. Lehetséges okok, hogy miért nem veszik észre a terhességet:
- rendszertelen menstruáció.
- fogamzásgátló tabletta szedése közbeni terhesség
- terhesség első pár hónapjában is rendszeres a menstruáció
- teltebb testalkat

## Külső hivatkozások
- Terhességi tünetek és megoldások
- Terhesség hétről hétre
- Terhesség hétről hétre hasznos tanácsokkal kismamáknak, képekkel és videókkal
- Terhesség szakaszai | Mi zajlik a szervezetben? Archiválva 2018. január 25-i dátummal a Wayback Machine-ben